# You Want It You Got It
You Want It, You Got It – drugi studyjny album kanadyjskiego wokalisty rockowego Bryana Adamsa, wydany w 1981 roku nakładem wytwórni A&M Records.
Pierwszym singlem z płyty był utwór "Lonely Nights".

## Lista utworów
| #   | Tytuł                     | Autorzy                 |      |
| --- | ------------------------- | ----------------------- | ---- |
| 1.  | "Lonely Nights"           | Adams, Vallance         | 3:17 |
| 2.  | "One Good Reason"         | Adams, Vallance         | 3:47 |
| 3.  | "Don't Look Now"          | Adams, Vallance         | 3:05 |
| 4.  | "Coming Home"             | Adams, Vallance         | 2:54 |
| 5.  | "Fits Ya Good"            | Adams, Vallance         | 3:34 |
| 6.  | "Jealousy"                | Adams, Lindsay Mitchell | 3:21 |
| 7.  | "Tonight"                 | Adams, Vallance         | 3:41 |
| 8.  | "You Want It, You Got It" | Adams                   | 3:15 |
| 9.  | "Last Chance"             | Adams                   | 4:03 |
| 10. | "No One Makes It Right"   | Adams                   | 4:03 |